# Cowell Airport
Cowell Airport är en flygplats i Australien. Den ligger i kommunen Franklin Harbour och delstaten South Australia, omkring 210 kilometer nordväst om delstatshuvudstaden Adelaide.
Trakten är glest befolkad. Närmaste större samhälle är Cowell, nära Cowell Airport. Genomsnittlig årsnederbörd är 443 millimeter. Den regnigaste månaden är juni, med i genomsnitt 80 mm nederbörd, och den torraste är oktober, med 9 mm nederbörd.